# Glória Delgado

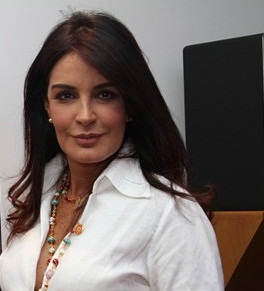
Kiara

Gloria Sabrina Gómez Delgado mais conhecida como Kiara (Barquisimeto, Venezuela, 14 de maio de 1963) é uma cantora, atriz e apresentadora de TV venezuelana.

## Discografia

### Álbuns
| Ano  | Álbum                    | Singles                                                                                    |
| ---- | ------------------------ | ------------------------------------------------------------------------------------------ |
| 1988 | "Kiara"                  | - "Yo Pensé Que Tú" - "Que Bello" - "Deskarado" - "Después De Ti"                          |
| 1990 | "Buscando Pelea"         | - "Es El Amor" - "Con Mi Cara Tan Lavada" - "Quiero Un Angel" - "De Nuevo Estoy Temblando" |
| 1992 | "Como Un Huracán"        | - "Libérame" - "Baila Conmigo" - "Que Suba La Temperatura" - "Azúcar"                      |
| 1995 | "Luna De Plata"          | - "Luna de Plata" - "Nadie Como Tu" - "Hey, Hey"                                           |
| 1997 | "Corazón De Contrabando" | - "Cada Dos Días" - "Raro"                                                                 |
| 2002 | "Amores Perdidos"        | - "Besos De Fuego" - "Cenizas"                                                             |

### Singles
| Ano  | Canção                              | Hot Latin Songs | Latin Pop Airplay | Álbum           |
| ---- | ----------------------------------- | --------------- | ----------------- | --------------- |
| 1988 | "Que Bello"                         | 31              | -                 | Kiara           |
| 1989 | "Deskarado"                         | 34              | -                 | Kiara           |
| 1990 | "Tesoro Mío (com Guillermo Dávila)" | 3               | -                 | Non-album track |
| 1990 | "Con Mi Cara Tan Lavada"            | 35              | -                 | Buscando Pelea  |
| 1991 | "De Nuevo Estoy Temblando"          | 28              | -                 | Buscando Pelea  |
| 1992 | "Libérame"                          | 19              | -                 | Como Un Huracán |
| 1993 | "Que Suba La Temperatura"           | 21              | -                 | Como Un Huracán |
| 1995 | "Luna De Plata (My One And Only)"   | 26              | 2                 | Luna De Plata   |
| 1995 | "Nadie Como Tu"                     | -               | 13                | Luna De Plata   |